# Pomme, Pomme, Pomme
"Pomme, Pomme, Pomme" (tradução portuguesa: "Maçã, Maçã, Maçã") foi a canção escolhida para representar o Luxemburgo no Festival Eurovisão da Canção 1971, interpretada em língua francesa por Monique Melsen. Foi a oitava canção a desfilar na noite do evento, a seguir à canção francesa "Un jardin sur la terre", interpretada por Serge Lama e antes da canção britânica  "Jack In The Box"), interpretada por Clodagh Rodgers. No final, a canção luxemburguesa terminou em 13.º lugar (entre 18 países participantes) e recebendo um total de 70 pontos.

## Autores
- Letra: Pierre Cour
- Música: Hubert Giraud
- Orquestrador: Jean Claudric

## Letra
A canção é um número de uptempo, com Melsen comendo como o título sugere uma maçã. Ao fazer isso, ela lembra-se que se está na primavera o que fá-la sentir-se maravilhosamente, mas tem uma dúvida: encontrará ela um amor naquela estação ou encontrará a "serpente"?. Ela não parece estar preocupada com isso "porque aina não tem vinte anos".